# Generația pierdută (Occident)
În Occident, „Generația pierdută” se referă la scriitorii născuți în perioada 1883-1900 în Occident (Statele Unite ale Americii, Europa de Vest), care au activat începând din anii 1920. Gertrude Stein este creditată cu introducerea termenului în lexiconul englezesc.

## În Statele Unite ale Americii
În  America, „Generația pierdutǎ” este un termen creat de Gertrude Stein ṣi se referǎ la scriitorii americani din diaspora: Ernest Hemingway, Ezra Pound, Thornton Wilder, Sherwood Anderson. 